# アジア太平洋法定計量フォーラム
アジア太平洋法定計量フォーラム（アジアたいへいようほうていけいりょうフォーラム、APLMF: Asia-Pacific Legal Metrology Forum）は、国際法定計量機関(OIML)と連携するアジア太平洋地域の法定計量分野の地域計量機関(RLMO)である。APLMFは1994年にAPEC加盟国を母体としてオーストラリアを議長国として発足し、その後、日本の産業技術総合研究所は2002-2007年の期間に議長と事務局を担当した。2014年現在、議長と事務局は中国の国家質量監督検疫総局(AQSIQ)が担当する。総会は、APLMFの最高議決機関であり、アジア太平洋地域の加盟経済圏において毎年持ち回りで開催されている。
APLMFは主要な分野毎に作業委員会(WG)を組織しており、2014年の時点で研修調整、包装商品、相互承認、ユーティリティーメーター、医療計測器、農産物品質計測、計量管理システムの7つのWGが存在する。これらのうち産業技術総合研究所は2001年より農産物品質計測WGを担当している。WG総会は毎年APLMF総会の直前に開催されており、研修調整WGの主導の下にAPLMFは数多くの法定計量研修を企画・実施している。